# Akácmoly
Az akácmoly (Etiella zinckenella) a valódi lepkék közül a fényiloncafélék (Pyralidae) családjában a karcsúmolyok (Phycitinae) alcsaládjába tartozó lepkefaj.

## Elterjedése, élőhelye
Közép- és Dél-Európából terjedt el az egész Föld meleg és forró égövi területeire.
Magyarországon is közönséges, az országban dél-délkelet felé haladva egyre gyakoribbá válik; leggyakrabban a Dunántúl keleti részén, a Duna–Tisza közén és a Tiszántúlon találkozhatunk vele. Észak-Amerika nyugati államaiban külön alfaja él (E. z. „var.” schichticolor Zeller).

## Megjelenése
Csillogó szürkésbarna szárnyát az első harmad után feltűnő keresztsáv osztja két részre. Szárnyának fesztávolsága 24–28 mm.

## Életmódja
Egy-egy évben a klímától és az időjárástól függően 2–7 nemzedéke nő fel: hazánkban általában kettő, de melegebb területeinken egy részleges harmadik is. A kifejlett hernyók zömmel a talaj felszínén, a lehullott lomb alatt, tasakszerű gubóban telelnek át, majd tavasszal bábozódnak. A lepkék néhány hetes bábnyugalom után kelnek ki; este és éjszaka repülnek. Petéikeit többnyire egyesével rakják le gazdanövényeik hüvelyére.
Tápnövényei a pillangósvirágúak (Fabaceae): az egyes nemzedékek hernyói mindig az éppen érő termést eszik, tehát más-más fajt károsítanak. Az első nemzedék hernyói a borsón élnek olyannyira, hogy nálunk az akácmoly több kárt tesz a borsóban még a borsómolynál (Cydia nigricana) is. A második (és az esetleges harmadik) nemzedék hernyói tömegesen jelennek meg az akác és más pillangósvirágúak hüvelyében.